# Desa Tanjung (administrativ by i Indonesien, Jawa Timur, lat -7,78, long 113,37)
Desa Tanjung är en administrativ by i Indonesien.   Den ligger i provinsen Jawa Timur, i den västra delen av landet, 700 km öster om huvudstaden Jakarta.